# Aglaophenia ctenata
Aglaophenia ctenata is een hydroïdpoliep uit de familie Aglaopheniidae. De poliep komt uit het geslacht Aglaophenia. Aglaophenia ctenata werd in 1930 voor het eerst wetenschappelijk beschreven door Totton. 